# Station Servoz
Station Servoz (Frans: Gare de Servoz) is een spoorwegstation in de Franse gemeente Les Houches (hoewel het naar de nabijgelegen gemeente Servoz is genoemd, het centrum waarvan dichterbij is) in het departement Haute-Savoie, aan de spoorlijn Saint-Gervais-les-Bains-Le Fayet - Vallorcine (grens).